# Marinha romana

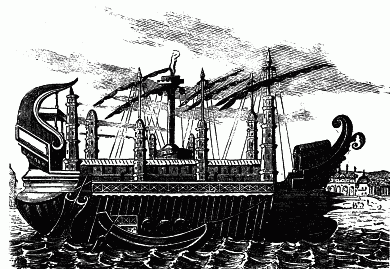
Navio romano

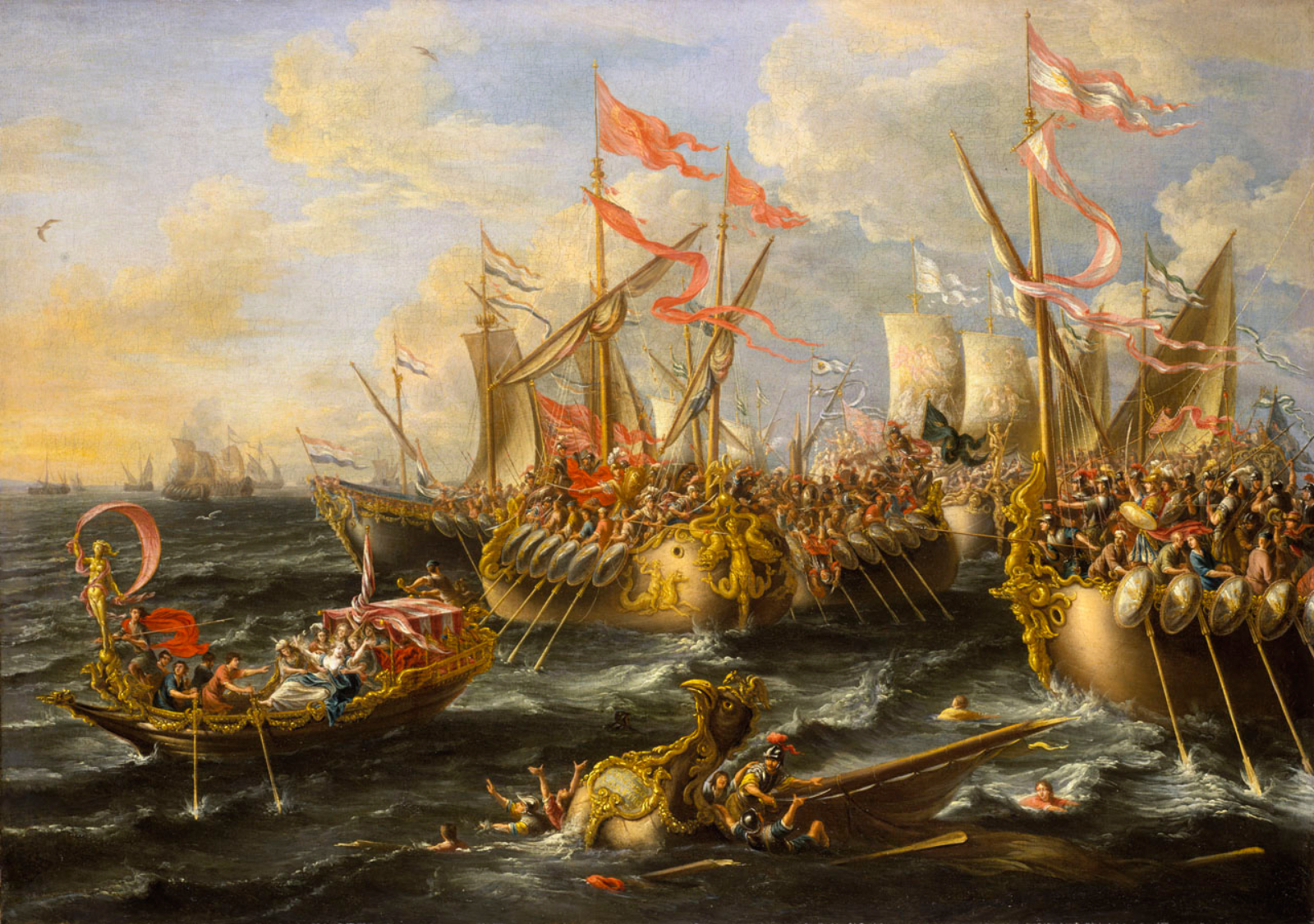
A Batalha de Ácio, em 2 de setembro de. Pintura de Lorenzo A. Castro (1672)

A Marinha Romana (em latim: Classis, trad: "Frota") era a força naval da Roma Antiga. A marinha foi instrumental para as conquistas romanas da Bacia do Mediterrâneo, mas nunca teve o mesmo prestígio que as Legiões. Ao longo da história, os romanos se mantiveram como um povo baseado na terra firme e contaram como apoio naval as forças náuticas dos seus estados clientes ou nações submetidas, como os gregos ou os egípcios, que inicialmente foram os responsáveis por construírem os navios do império. Por causa disso, o Estado Romano nunca aceitou completamente sua marinha de guerra e a julgava como um tanto "não-Romana".
Na antiguidade, marinhas e frotas mercantes não tinham a autonomia logística atualmente associada a navios e frotas dos tempos contemporâneos. Ao contrário das marinhas modernas, mesmo no auge do seu poder, a marinha romana nunca existiu como instituição autônoma mas operava como um adjunto do exército romano.
Durante o curso da Primeira Guerra Púnica, a marinha romana foi drasticamente expandida e desempenhou um papel vital na vitória de Roma e garantiu a ascensão da República Romana pelo Mar Mediterrâneo. No curso dos dois últimos séculos antes de Cristo, Roma destruiu Cartago e depois subjugou os reinos helênicos a leste do Mediterrâneo, assumindo controle total e indisputado do Mare Nostrum. No último século da história republicana de Roma, a marinha lutou contra piratas e também nas guerra civis que dilaceraram a República Romana, travando batalhas por todo o Mediterrâneo. Em 31 a.C., a marinha de guerra romana lutou a decisiva Batalha de Áccio que encerrou o período de guerras civis na velha república, culminando na ascensão de Augusto e o estabelecimento do Império Romano.
Durante o período Imperial, o Mediterrâneo ficou relativamente pacífico. Na ausência de um grande inimigo externo para combater, a marinha assumiu a função de patrulhar os mares e rios do império e tomar parte em atividades anti-pirataria e de transporte. A marinha ainda manuseava e mantinha embarcações nas regiões mais distantes do império, como nos rios Reno e Danúbio, frequentemente acompanhando a infantaria, carregando suprimentos para as campanhas militares.
Nas margens do Império, nas novas conquistas ou na defesa contra as invasões bárbaras, a marinha romana ainda tomava parte nas guerras. Com o começo do declínio do Império, já no século III, a marinha começou a sofrer com descaso do Estado e das instituições, se tornando apenas uma sombra do que era no passado, tanto em tamanho quanto em habilidade de combate. Com as sucessivas migrações bárbaras, a marinha tomou um papel secundário enquanto o Império no Ocidente se desfazia. No começo do século V, as fronteiras romanas já haviam sido quebradas e reinos bárbaros estavam sendo firmados por todo o território do império, incluindo a costa do Mediterrâneo. Um deles, o Reino Vândalo, construiu sua própria marinha e começou a saquear as cidades costeiras, com a pequena frota romana remanescente oferecendo pouca resistência. A marinha romana no Ocidente caiu junto com o Império, no final do século V. Contudo, a marinha de guerra do Império Romano do Oriente continuou a existir na forma da Marinha bizantina.

### Frotas romanas
- (em italiano) Lista de frotas romanas
- (em italiano) A frota imperial de Miseno
- (em inglês) A Classis Britannica
- (em inglês) Marinha romana

### Embarcações romanas
- (em italiano) Galleria Navale
- (em inglês) Porto de Cláudio, o museu de navios mercantes romanos descoberto em Fiumicino (Roma)
- (em italiano) Os barcos romanos de Pisa
- (em inglês) Diana Nemorensis, os barcos de Calígula encontrados no lago Nemi
- (em inglês) As Frotas e a Política de Fronteiras Romana